# Jakob Zweifel
Jakob Zweifel (* 29. September 1921 in Wil SG; † 27. November 2010 in Zürich) war ein Schweizer Architekt. Als Mitgründer des Theaters an der Winkelwiese im Keller der Villa Tobler war er Kunstmäzen; in der Debatte um die räumliche Entwicklung der Schweiz und den Schutz des baulichen Erbes hat er sich engagiert eingemischt. Er ist einer der wichtigsten Vertreter der Nachkriegsmoderne in der Schweiz und zählte zur Zürcher Gruppe mit Werner Frey (1912–1989), Franz Füeg (1921–2019) und Jacques Schader (1917–2007).

## Leben
Zweifel, Sohn eines aus dem Kanton Glarus zugewanderten protestantischen Postbeamten, erlebte einerseits die mittelalterlich-geschlossene Schönheit des katholisch-bürgerlich geprägten Wil, fuhr aber bereits in Kindheit und Jugend oft mit Eltern und Schwester ins heimatliche Glarus, dem er in beruflicher Hinsicht zeitlebens verbunden bleiben sollte. Sein fachliches Interesse an denkmalschützerischen Belangen und an den Bau- und Planungsaufgaben im historischen Bestand kann sicher unter diesem Aspekt besser gewürdigt werden. Sein späterer Kunstgeschichte-Professor, Linus Birchler, förderte diese Achtung des überkommenen Erbes offenbar aktiv. Nach der Matura in St. Gallen 1940 stand zunächst sowohl der Beruf des Försters als auch ein Schauspielstudium im Raum, er begann jedoch zunächst ein Studium der Kultur- und Vermessungstechnik. Nach der Rekrutenschule bei den Gebirgsjägern fiel sein Entschluss, sich auf die Architektur zu konzentrieren.

Ab 1941 studierte er Architektur an der ETH Zürich, wo er vom Entwurfsprofessor William Dunkel, einer offenbar charismatischen und weltoffenen, weit gereisten Persönlichkeit, entscheidend geprägt wurde und mit dem ihn auch später eine Freundschaft verband. Der Biograf Zweifels, Martin Schlappner, beschreibt Dunkel als einen Planer, der seine Programme und Raumideen sehr sorgfältig entwickelte: 

„Diese Liebe [zur Form] war gespeist von zwei Grundströmungen seines Wesens: Von Sensibilität und Rationalität. Diese legte Gewicht darauf, dass Architektur sich zu entwickeln hat aus den gleichsam sparsam verwendeten Mitteln und deren Möglichkeiten der Konstruktion.“

.
Diese Haltung kann wohl beinahe programmatisch für das Leitbild der Architekten aus Zweifels Generation, der Schweizer zweiten Moderne bezeichnet werden, so unterschiedlich deren Entwurfshaltungen im Einzelnen auch waren. Sein Diplom legte Zweifel 1946 bei Hans Hofmann ab; mit einem selbstbewusst in das Herz Zürichs hinein geplanten Kunstmuseum. Es folgen drei Jahre als Assistent Dunkels an der ETH, bis er 1949 sein eigenes Atelier zunächst in Zürich eröffnete – es kamen später ein weiteres in Glarus, ab 1971 auch in Lausanne hinzu.
1964 gründete Zweifel zusammen mit seiner Lebenspartnerin, der Schauspielerin und Regisseurin Maria von Ostfelden, das Theater an der Winkelwiese in Zürich im Keller der Villa Tobler. Den Keller liess er nach seinen Plänen und auf eigene Kosten in ein Arenatheater mit einer von drei Seiten offenen Bühne für 150 Zuschauer einrichten. Als Mäzen unterstützte er das avantgardistische und experimentelle Theater. 

## Auszeichnungen
- 2004: Goldene Ehrenmedaille des Regierungsrates des Kantons Zürich
- 18. November 2006: Ehrendoktorwürde der ETH Zürich

## Die Schwesternwohnheime

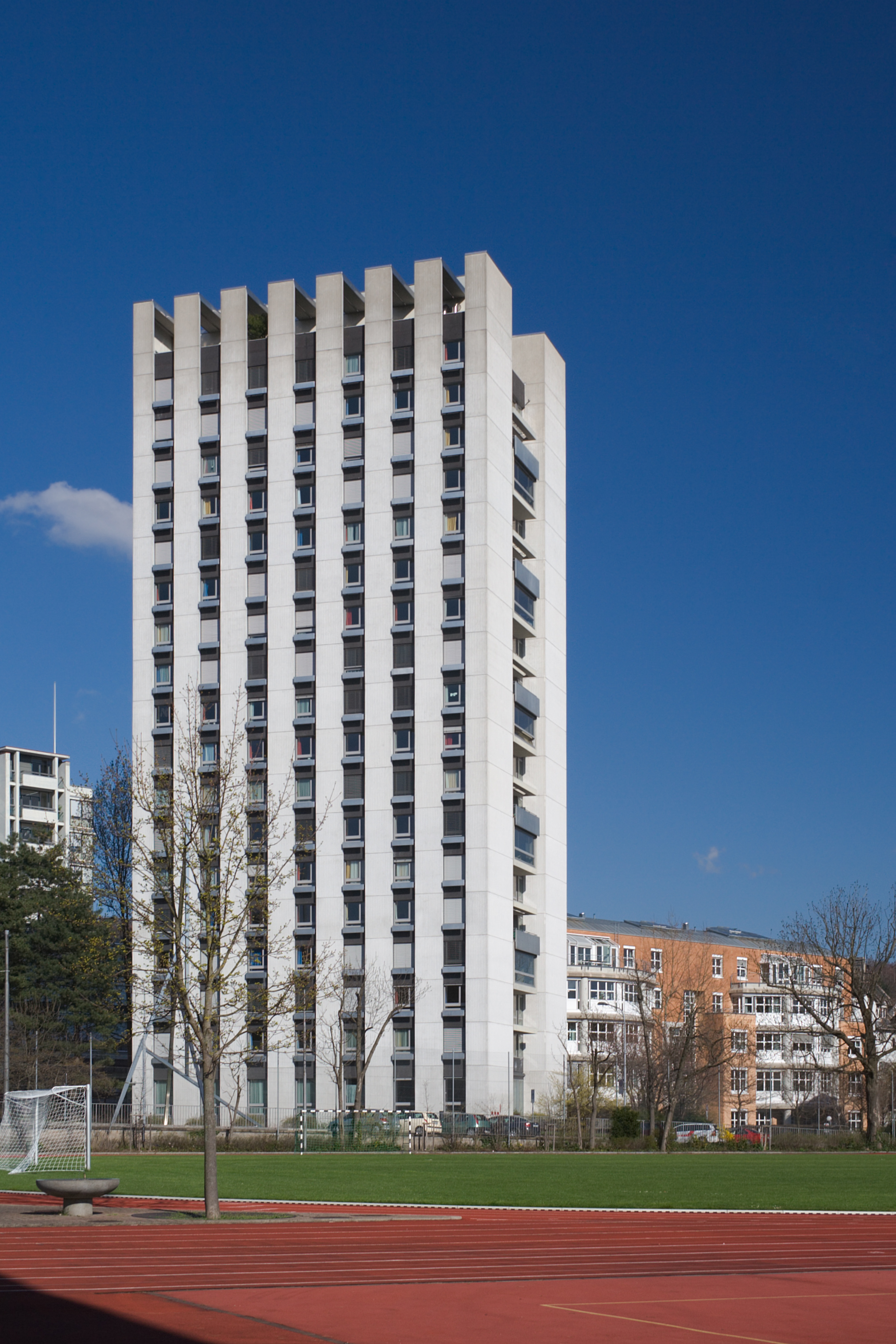
Schwesternhochhaus Zürich

Den Mut seines Diplomentwurfs – den neuen Mut seiner Generation, der sich gegen einen herrschenden Baukonsens auflehnte, der noch dem Heimatstil verbunden war, verfolgte er auch bei seinem ersten grossen und möglicherweise seinem Hauptwerk: Dem Schwesternwohnheim Zürich. Dieses Gebäude, das heute politisch korrekt Personalhochhaus des Universitätsspitals heisst, wurde 1952 als Wettbewerb ausgeschrieben, der Bauplatz auf der beinahe ebenen Sonnenterrasse der Platte, dem Gelände hinter ETH und Universität, war für das geforderte Programm eigentlich viel zu knapp bemessen. Zweifel hatte drei Jahre zuvor bereits ein kleineres Wohnheim am Kantonsspital in Glarus bauen können, hier, in der städtischen Dichte und unter der grossen Konkurrenz der teilnehmenden Büros erwartete er wohl keinen Erfolg, wie er sich später erinnert. Jedenfalls legte Zweifel mit seinem Entwurf, der dann den ersten Rang belegen sollte, ein Hochhaus vor, das 58 statt der zugelassenen 48 m in die Höhe ragte.
Der Grundriss des Gebäudes ist regelrecht in zwei Teile, in denen sich die Zimmer befinden, getrennt; die Mittelzone mit der Erschliessung und Gemeinschaftsräumen wirkt wie eine Klammer. Senkrechte Betonstreifen gliedern die Fassade, die sich wie Bügel entlang jeden Zimmers über das Hochhaus hinziehen. Die Einzelzimmer sind sorgfältig möbliert; die variable Inneneinrichtung, die auch bei der allgemeinen Renovierung 1993 zu einem grossen Teil behalten werden konnte, wurde von Marianne Kägi (* 1931) und Fritz Maurer (1919–2003) entworfen.

## Wohn- und Geschäftshaus Seefeld

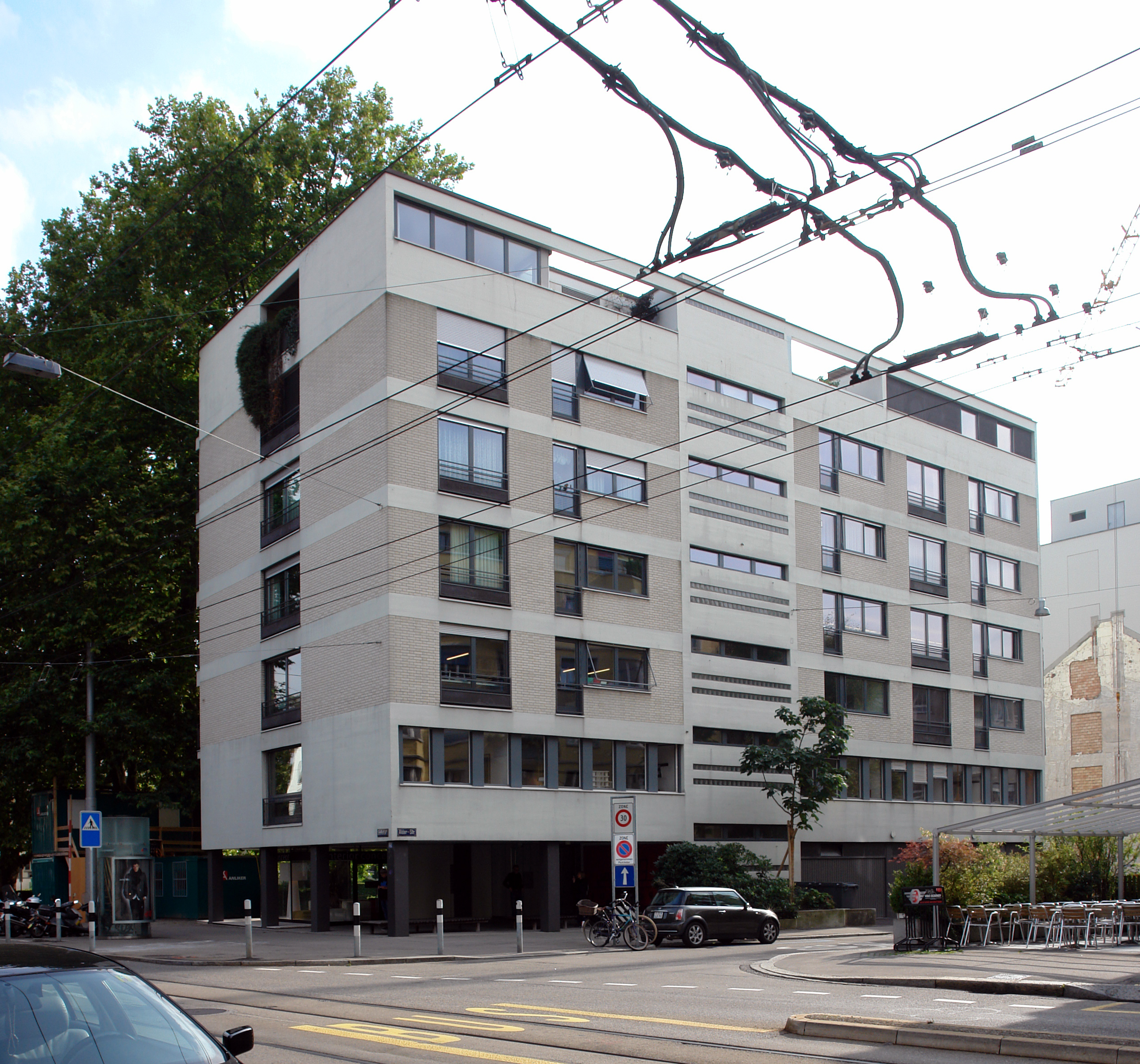
Wohn- und Geschäftshaus Seefeldstrasse Zürich

Zweifel konnte zwischenzeitlich einige weitere Gebäude errichten und in Fachzeitschriften publizieren, vor allem Schul-, Krankenhaus- und andere öffentliche Bauten. Bedeutend für sein Œuvre wurde aber das Wohn- und Geschäftshaus in Zürich-Seefeld. Der genau geschnittene Kubus begrenzt einen kleinen innerstädtischen Park in dem im 19. Jahrhundert dicht bebauten Viertel, er stösst an die Hauptverkehrsstrasse, ohne den Block ganz zu schliessen, dennoch verleibt er sich der Stadtstruktur selbstverständlich ein. Über einem verglasten und an der Hauptstrasse zurückspringenden Erdgeschoss erhebt sich ein sechsgeschossiger Block, der bei genauem Hinsehen aber fein gegliedert ist: Einerseits in die durch Schotten getrennten drei Einheiten pro Etage, andererseits aber auch vertikal in Sockel, Schaft und Attika, wie das seit der Chicagoer Moderne kanonisch ist. Das erste Obergeschoss akzentuiert die Büronutzung durch ein prägendes Bandfenster. Die Sichtbeton-Tragstruktur in den darüberliegenden Wohngeschossen wird von einem hellen Kalksandstein ausgefacht. Im obersten Geschoss, das neben Wohnungen grosszügige Dachterrassen bietet, ergänzt durch einen Stahlbetonrahmen die kubische Form.

## Expo 64, Lausanne
Bei der – nach der Landi 1939 – nach fünfundzwanzig Jahren wieder veranstalteten Schweizer Landesausstellung Expo64 wurde Zweifel die Abteilung Feld und Wald übertragen. Dieser Ausstellungskomplex, am Genfer See gelegen und mit schönem Baumbestand parkartig bewachsen, wurde von ihm mit einem System von zeltartigen Einheiten bebaut, die multicellulaire gerastert das Gelände erschlossen und an die kräftigen Stangen und dazwischengespannten Heutücher erinnerte, die Zweifel aus der traditionellen Heumahd seiner Kindheit auf den Almen im Glarnerland kannte. Die Transluzenz der Zeltbahnen ergab tagsüber gute Belichtungssituationen und nachts beeindruckende Lichtspiele. Durch die Einheit der textilen Bespannung – Dach und Wände waren aus dem gleichen Material – war ein guter Regenschutz und gleichmässige Belüftung wie in einem Heuschober in den Bergen gegeben.

## Labor-, Universitäts- und Hochschulplanungen
Diese auf der Expo gewonnenen Erfahrungen des Strukturalismus nutzte Zweifel bei seinen grösseren folgenden Bauprojekten: Dem Centre de recherches agricoles, einem landwirtschaftlichen Versuchszentrum der Geigy AG nahe dem Murtensee, bei dem Labors, Veterinärstation und Landwirtschaftsteil sowie die zugehörige Verwaltung in ein prinzipiell in alle Richtungen modular erweiterbares System aus Stahlbetonelementen eingerichtet wurde, das aus den Grundelementen Stütze, Balken, Dach besteht und baukastenartig zusammenstellbar war, durch die wannenartigen Dachelemente dennoch eine markante Silhouette in der flachen Moorlandschaft darstellten.
Ins vollends Grosse gewendet tritt uns dieser strukturalistische Ansatz dann bei den Neubauten zur Eidgenössischen Technischen Hochschule Lausanne in Ecublens entgegen.

## Wichtige Bauten und Projekte
aus dem von Zweifel selbst (mit Bernhard Klein) redigierten ausgewählten Werkverzeichnis (AWV):

### Neubauten
- Schwesternhochhaus und Personalhäuser, in Glarus, 1950–53
- Turnhalle, Linthal, 1952–53
- Schwesternhochhaus, Kantonsspital, Zürich-Hochschulen, 1952–59
- Einfamilienhaus, St. Gallen, 1954–56
- Garderobengebäude im Gäsi, Filzbach, 1956–57
- Primarschulhaus, Netstal, 1957–59
- Wohn- und Geschäftshaus, Zürich-Seefeld, 1957–60
- Bergschulhaus Auen, Linthal, 1958–59
- Empfangsgebäude, Ennenda, 1960–61
- Expo 64, Landesausstellung, Sektor „Feld und Wald“ in Lausanne, 1961–64 (nicht erhalten)
- Aussiedlerhof, Bevaix, 1962–64
- Centre de Recherches Agricoles (cra), Saint-Aubin FR, 1965–69
- Primarschulhaus im Moos, Rüschlikon, 1966–71
- Terrassenschwesternhaus, Kantonsspital Glarus, Glarus, 1967–68
- Einfamilienhaus, Thalwil, 1962–64
- Wohnüberbauung Rehalp, Zürich, 1968–73

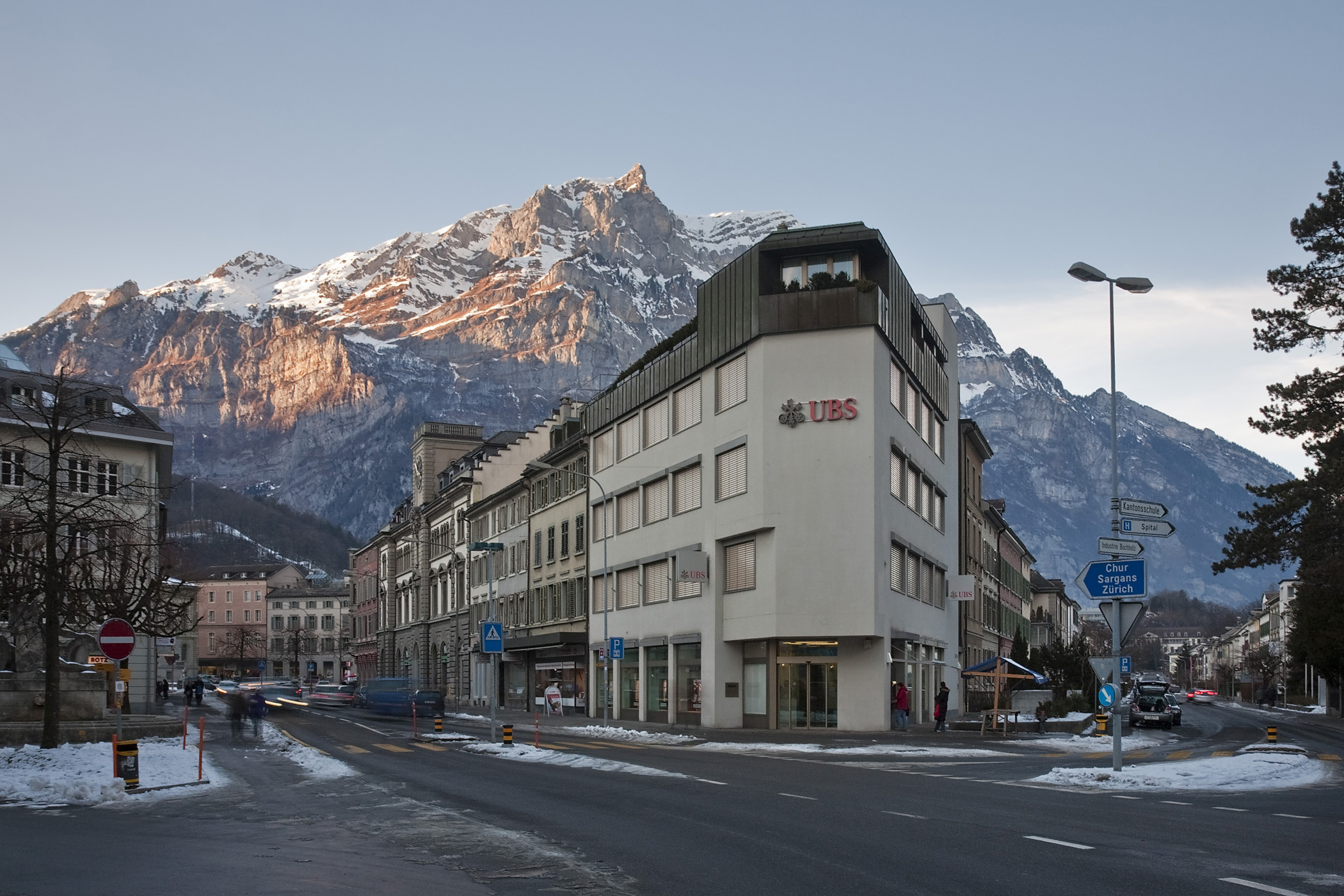
Bankgebäude Glarus

- Bankgebäude Gemeindehausplatz, Glarus, 1968–69/1978–79
- Ecole Polytechnique fédérale de Lausanne (EPFL), Ecublens VD, Richtplan 1971, Realisierung 1972–82
- Wohnsiedlung Unteraffoltern III, Zürich, 1976–82
- Augen- und ORL-Klinik des Universitätsspitals Zürich, Zürich, 1980–93

### Ortsplanungen und Umbauten in historischem Bestand
- Ortsplanung Glarus, Glarus, 1954–56; 1979–86
- Ortsplanung Schwanden, Schwanden, 1955
- Restaurierung der Zehntenscheune, Einbau einer Kantine, Rikon, 1960–61
- Theater an der Winkelwiese, Umbau des Gebäudekellers der Villa Tobler, 1964

## Auszeichnung und Ehrung
- 2004: Goldene Ehrenmedaille des Regierungsrates des Kantons Zürich
- 2006: Ehrendoktorwürde der ETH Zürich